# صيف مخيب
صيف مخيب(بالإنجليزية: Bummer Summer) هو أول رواية كتبتها الكاتبة الأمريكية آن إم مارتن، وقد بدأت كتابتها في سنة 1980، ونُشرت لأول مرة سنة 1983.

## القصة
تدور أحداث الرواية حول الشخصية الريئيسية كاميلا ويتلوك، المعروفة باسم كامي أو كامس، والتي تعيش مع والدها روبرت ويتلوك ومدبرة المنزل أندرو كروسويل في بلدة هادئة على الساحل الشرقي. توفيت والدتها آني في حادث سير عندما كانت كاميلا في الرابعة من عمرها، وبعد مرور ثمانية أعوام تزوج والدها من امرأة تُدعى كيت، تصغره بتسعة عشر عامًا، ولديها طفلة صغيرة تُدعى مافن ورضيع يُشار إليه باسم الولد الصغير.
مع مرور الوقت تبدأ الصراعات في الظهور داخل العائلة، فيقترح والد كاميلا وزوجته الجديدة إرسالها إلى مخيم صيفي يُدعى مخيم آروهيد. تتردد كاميلا في البداية، لكنها تقرر الذهاب في النهاية. خلال فترة وجودها في المخيم، تتعرف على صديقات جدد، وتكون إحدى أقرب صديقاتها فتاة تُدعى إميلي، التي سبق لها أن حضرت إلى المخيم في أعوام سابقة. في المقابل، تلتقي كاميلا بفتاة أخرى تُدعى سوزي، وهي منافسة شرسة ترى نفسها مثالية وتحاول التفوق على كاميلا في كل شيء.
ورغم التحديات والصراعات، إلا أن سوزي وحدها لم تكن كافية لتدمير صيف كاميلا، إذ يتحول صيفها إلى تجربة مليئة بالمفاجآت، ولم يكن بذلك السوء كما توقعت.